# کریس باک
کریس باک (انگلیسی: Chris Buck؛ زاده ۲۵ اکتبر ۱۹۶۰) کارگردان، پویانما، فیلم‌نامه‌نویس و صداپیشه اهل ایالات متحده آمریکا است. بهترین اثر اون پویانمای (منجمد۱,۲) بودن است